# Rio Groapele (Bistriţa)
O Rio Groapele (Bistriţa) é um rio da Romênia, afluente do Bistriţa, localizado no distrito de Gorj.